# Evippa benevola
Evippa benevola là một loài nhện trong họ Lycosidae.
Loài này thuộc chi Evippa. Evippa benevola được Octavius Pickard-Cambridge miêu tả năm 1885.